# Diecezja Keningau
Diecezja Keningau – rzymskokatolicka diecezja w Malezji. Powstała w 1992  z terenu diecezji Kota Kinabalu. Pierwszym ordynariuszem został bp Cornelius Piong.